# براد تسيغلر
براد تسيغلر (بالإنجليزية: Brad Ziegler) هو لاعب كرة قاعدة أمريكي، ولد في 10 أكتوبر 1979 في برات في الولايات المتحدة.

## وصلات خارجية
- براد تسيغلر على موقع دوري كرة القاعدة الرئيسي (الإنجليزية)
- براد تسيغلر على موقعبيزبول رفرنس.كوم (الدوري الرئيسي) (الإنجليزية)
- براد تسيغلر على موقعبيزبول رفرنس.كوم (الدوري الثانوي) (الإنجليزية)
- براد تسيغلر على موقع إي إس بي إن.كوم (أم.أل.بي) (الإنجليزية)
- براد تسيغلر على موقع مشجعي الرسوم البيانية (الإنجليزية)
- براد تسيغلر على موقع قاعة ميسوري للمشاهير الرياضية (الإنجليزية)